# Borstenschwänze
Die Borstenschwänze (Stipiturus) sind eine Gattung kleiner Vögel aus der Familie der Staffelschwänze (Maluridae). Die ausschließlich auf dem australischen Kontinent verbreitete Gattung umfasst insgesamt drei Arten, die sich alle äußerlich recht ähnlich sehen. Sie bewohnen Grasland und lichte, offene Eucalyptus-Landschaften und ernähren sich hauptsächlich von Insekten.

## Merkmale
Borstenschwänze sind sehr kleine Vögel, die ausgewachsen Größen zwischen 10,5 und 19 cm erreichen. Ein erheblicher Teil der Gesamtgröße entfällt dabei jedoch auf die sechs stark verlängerten Steuerfedern, denen die Gattung ihren Trivialnamen verdankt. Trotz ihrer Länge sind diese Federn jedoch eher schwach ausgebildet und teilweise miteinander verwoben. Eine Eigenschaft die in Verbindung mit den kurzen, abgerundeten Flügeln der Vögel zu einer nur noch eingeschränkten Flugfähigkeit und daraus resultierend einer meist hüpfenden und springenden Fortbewegung führt. Insgesamt erinnert der Körperbau entfernt an den eines Zaunkönigs. Die Gefiederfärbung wird von Brauntönen dominiert, an Stirn und Scheitel zeigen sich meist rötlich-braune Farben. Besonders an der Oberseite findet sich oft eine mehr oder weniger ausgeprägte, schwarze Musterung. Männliche Exemplare aller drei Arten sind leicht durch auffällige, himmelblaue Flecken an Brust, Kehle und im Gesichtsbereich von ihren weiblichen Artgenossen zu unterscheiden.

## Habitat und Lebensweise

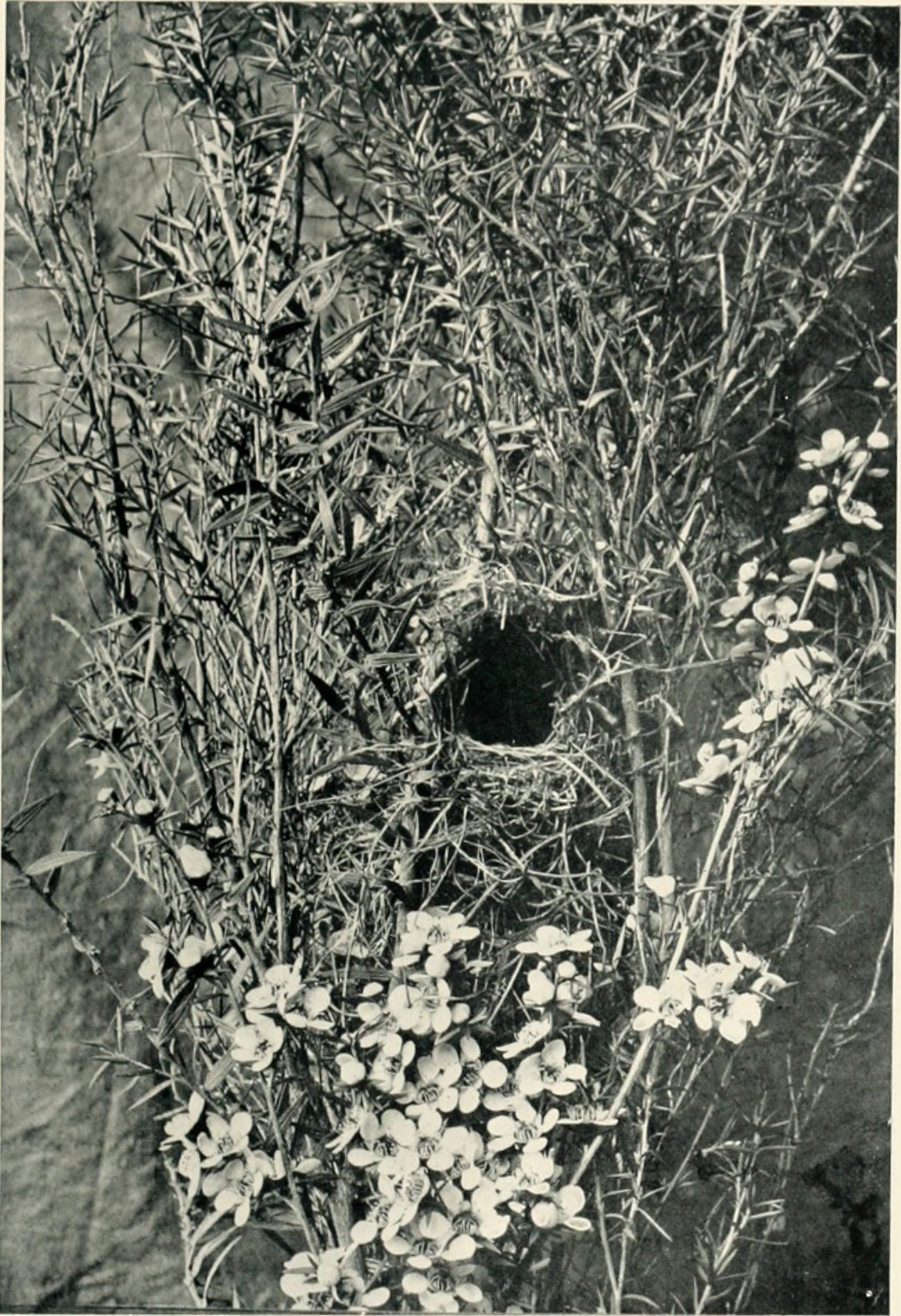
Nest eines Rotstirn-Borstenschwanzes aus Nests and Eggs of Australian Birds (1901)

Borstenschwänze bewohnen tendenziell eher offene Landschaften wie Grasland, Heide, Dünendickichte und Eucalyptus-Buschland. Wichtig für alle Arten ist das Vorhandensein eines relativ dichten Bodenbewuchses, oft bestehend aus Stachelkopfgräsern (Triodia). Während der Rotstirn-Borstenschwanz dabei eher feuchte Gebiete bevorzugt, bewohnen der Mallee- und vor allem der Rotscheitel-Borstenschwanz trockenere Regionen. Die Vögel sind dabei standorttreu und migrieren allenfalls über kurze Entfernungen, beispielsweise bei der Wiederbesiedelung eines Lebensraums nach einem Buschfeuer. Die Nahrungssuche findet meist in kleinen Gruppen in Bodennähe statt, wo sie sich schnell hüpfend und springend durch die Vegetation fortbewegen. Borstenschwänze ernähren sich fast ausschließlich von Insekten und anderen Gliederfüßern, lediglich der Malleeborstenschwanz nimmt gelegentlich ergänzend Sämereien zu sich. Während der Brutzeit bilden die Vögel monogame Paare, von zwei Vertretern ist außerdem der zumindest gelegentliche Einsatz von Bruthelfern bekannt. Die Nester sind ovale, geschlossene Konstruktionen mit seitlichem Eingang. Sie bestehen aus Gräsern, Rinde, Blättern oder ähnlichen Materialien und werden meist versteckt im Zentrum eines größeren Grasbüschels angelegt. Die Gelegegröße liegt bei zwei oder drei Eiern.

## Verbreitung und Gefährdung
Alle drei Arten sind endemisch auf dem australischen Kontinent verbreitet, kommen dort allerdings nicht sympatrisch vor. Der Rotscheitel-Borstenschwanz besiedelt dabei die westlichen und zentralen Regionen Australiens, während der Rotstirn-Borstenschwanz ein Bewohner der südlichen Küstenregionen sowie Tasmaniens und weiterer, der Küste vorgelagerter Inseln ist. Der Malleeborstenschwanz kommt nur in einem sehr kleinen Gebiet in der Grenzregion der Bundesstaaten South Australia und Victoria vor. Besonders letztere Art ist durch Lebensraumverlust durch Buschfeuer, die in Folge des menschengemachten Klimawandels in Schwere und Häufigkeit zunehmen, stark bedroht. Der globale Bestand der anderen beiden Arten gilt als ungefährdet, wobei jedoch einige lokal begrenzt vorkommende Unterarten des Rotstirn-Borstenschwanzes als teilweise stark gefährdet gelten.

## Systematik
Bereits 1798 war der Rotstirn-Borstenschwanz als erste Art der heutigen Gattung von George Shaw unter dem wissenschaftlichen Namen Muscicapa malachura erstbeschrieben worden. Im Jahr 1831 beschrieb der französische Naturforscher René Primevère Lesson im Anschluss an seinen Besuch im australischen Port Jackson im Rahmen einer Weltumrundung an Bord der französischen Gabarre La Coquille die neue Gattung der Borstenschwänze, zunächst mit dem Rotstirn-Borstenschwanz als einziger und damit Typusart. Als wissenschaftlichen Namen wählte Lesson Stipiturus, eine Komposition aus dem lateinischen stipes für „Zweig“ und dem griechischen ουρα oura für „Schwanz“. Es nimmt Bezug auf die eher ungewöhnlichen, verlängerten Steuerfedern der Vögel. 1899 beziehungsweise 1908 beschrieb der australische Ornithologe Archibald James Campbell mit dem Mallee- und dem Rotscheitel-Borstenschwanz zwei weitere Arten der Gattung. Eine vierte Art, Stipiturus westernensis, ebenfalls von Campbell beschrieben, wird heute als Unterart des Rotstirn-Borstenschwanzes angesehen. Auf Grund großer Ähnlichkeiten bei Aussehen und Verhalten wurde in der Vergangenheit auch für die anderen Arten über eine mögliche Konspezifität spekuliert, moderne DNA-Untersuchungen bestätigen jedoch, dass es sich bei ihnen um getrennte Arten handelt. Als nächster Verwandter der Gattung gilt der auf Neuguinea heimische Rotkopf-Staffelschwanz (Clytomyias insignis).
| Bild | Name                       | Wissenschaftlicher Name                | Bedrohungsstatus | Verbreitungsgebiet |
| ---- | -------------------------- | -------------------------------------- | ---------------- | ------------------ |
|      | Malleeborstenschwanz       | Agelaius humeralis Campbell, AJ, 1908  | stark gefährdet  |                    |
|      | Rotscheitel-Borstenschwanz | Stipiturus ruficeps Campbell, AJ, 1899 | nicht gefährdet  |                    |
|      | Rotstirn-Borstenschwanz    | Stipiturus malachurus (Shaw, 1798)     | nicht gefährdet  |                    |